# Heino von Pfuel

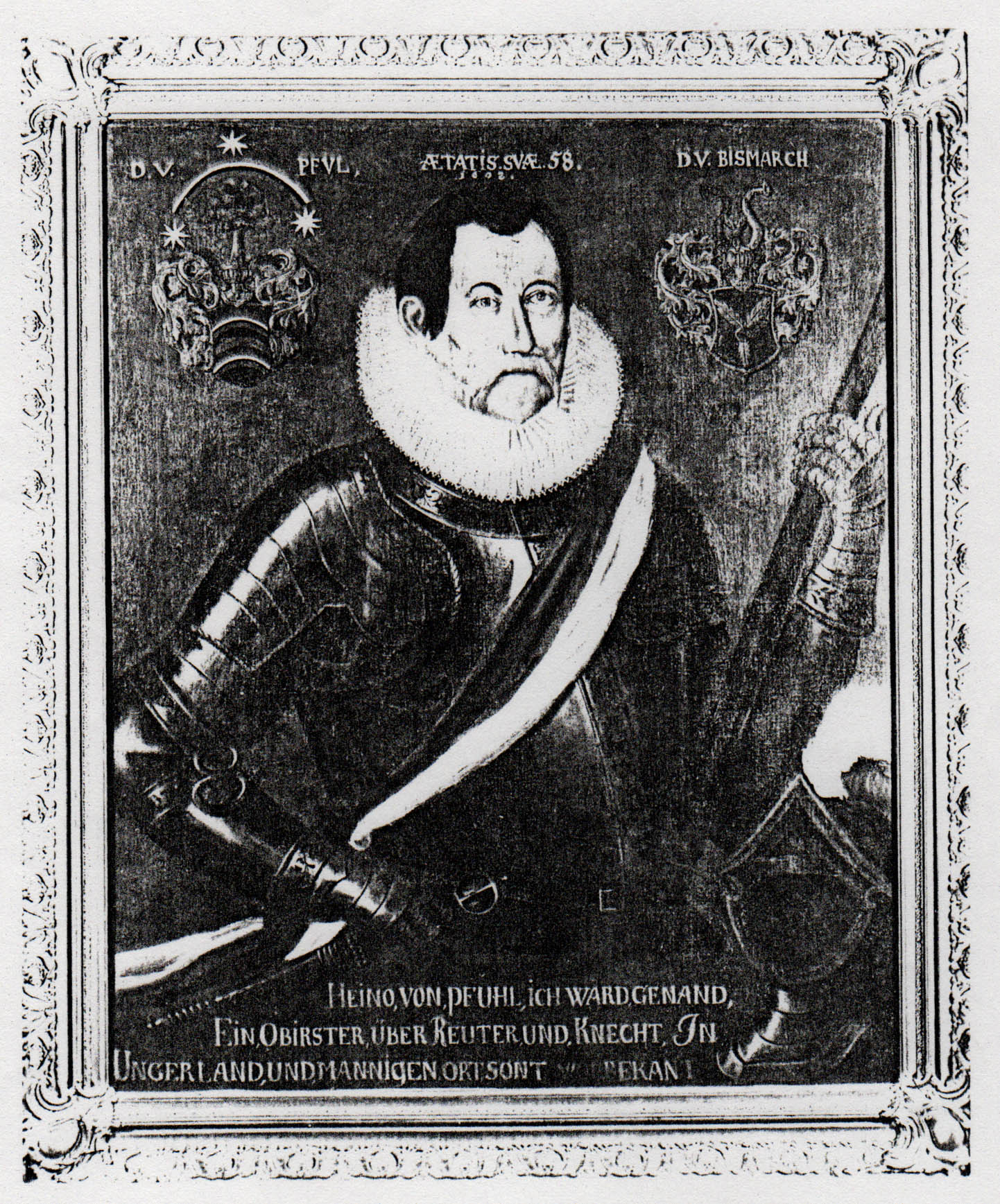
Heino von Pfuel

Heino von Pfuel (* 1550; † 1602), Herr auf Fredersdorf und Garzin, war ein Oberst im Dienst des Kurfürsten Johann Georg von Brandenburg.

## Leben
Pfuel stammte aus dem alten in Jahnsfelde in der Märkischen Schweiz ansässigen Adelsgeschlecht von Pfuel. Er war der Sohn des Gutsbesitzers Georg von Pfuel und der Dorothea von Bismarck. Pfuel wurde 1583 vom Kurfürsten Johann Georg von Brandenburg zum Rittmeister über 400 Reiter ernannt. 1586 wurde er zum Oberst eines Regiments der Infanterie und 1590 eines 1000 Reiter starken Kavallerie-Regiments befördert. Pfuel nahm an 13 Feldzügen gegen Türken, wie auch (in französischen Diensten) gegen die Spanier, teil, in denen er großen Ruhm erwarb.
Pfuel war mit Anna von Streumen (Haus Bretschen) verheiratet. Nebst vier Töchtern hinterließ er seine Söhne Adam und Konrad-Bertram.